# Peter Oelhaf
Peter Oelhaf (* 19. August 1599 in Danzig; † 27. Dezember 1654) war ein deutscher Jurist und Historiker.

## Leben
Peter Oelhaf besuchte Schulen in seiner Heimatstadt und studierte an einer Universität. Am 25. Mai 1620 erhielt er an der Universität Rostock den Magistertitel der Philosophie. Bis ins nächste Jahr hinein studierte er dort und wurde Dozent. Ein weiteres Jahr später 1622, wurde Oelhaf zur Universität Königsberg berufen und unterrichtete dort. Auch als Prediger war er dort tätig und als Vizeinspektor der herzoglichen Alumnen. Ab 1624 studierte Oelhaf noch Medizin, Jura, Politik und Geschichte. Im Jahr 1632 zog er zurück nach Danzig und wurde dort Syndikus. Fünf Jahre darauf, 1638, wurde er Professor der Jurisprudenz sowie der Geschichte. 1640 erlangte er zusätzlich an der Universität in Königsberg den Doktortitel in beiden Wissenschaften. 1653 emeritierte man ihn auf eigenen Wunsch. Der Grund lag darin, dass Oelhaf erkrankt war, ein Jahr später jedoch, am 27. Dezember 1654, verstarb er.